# Lino Vaccari
 Lino Vaccari ( * 1873 - 1951 ) fue un naturalista, botánico y pteridólogo italiano. Trabajó y exploró extensamente el Valle d'Aosta.

## Algunas publicaciones

### Libros
- Catalogue Raisonné des Plantes Vasculaires de la Vallée d'Aoste, Vol. I, Aoste : Imprimerie catholique, 1904
- Flora cacuminale della Valle d'Aosta, Firenze : Pellas, 1901
- L'amico dei fiori : piccola guida tascabile allo studio della botanica : ad uso dei dilettanti e dei principianti, Torino : C. Clausen H. Rinck succ., 1906
- Per la protezione della fauna italiana, Tivoli : Tip. Majella di A. Chicca, 1912
- Contributo alla briologia della Valle d'Aosta, Firenze : Stab. Pellas, 1913
- Come vivono le piante : compendio di biologia e morfologia vegetale, ad uso delle scuole medie superiori, Torino-Genova : S. Lattes e C., 1922
- Come vivono gli animali : compendio di morfologia e di biologia animale, ad uso delle scuole medie superiori, Torino-Genova : S. Lattes e C., 1924
- 1930a.  Cómo viven las plantas. 383 pp. Ed. Araluce

- 1930b. El hombre, los animales y las plantas. 501 grabados. Ed. Araluce

- 1930c.  Cómo viven los animales: biología y morfología animal. Versión española de la cuarta edición italiana. 445 pp. Ed. Araluce

- Fiori, A; G Paoletti, A Béguinot. 1900. Flora analitica d'Italia ossia descrizione delle piante vascolari indigene inselvatichite e largamente coltivate in Italia disposte per quadri analitici. Volumen II (familia Gentianaceae: Prof. Lino Vaccari. Ed. Padova : Tipografia del Seminario. 492 pp.

- 1932.  Difendiamo i nostri boschi. Ed. Tip. del Popolo d'Italia, Milán. xiii + 382 pp.

## Honores
En su honor se designa Premio Vaccari al ganador del concurso de la mejor tesis de Laurea Magistral y de Doctorado relativas al conocimiento botánico del Valle d’Aosta, consta de un premio de € 1000.
- La abreviatura «Vacc.» se emplea para indicar a Lino Vaccari como autoridad en la descripción y clasificación científica de los vegetales.[3]